# North Dome
South Pars
Pour l’article homonyme, voir North Dome (montagne).
North Dome, North Field ou encore South Pars est un gisement offshore de gaz naturel situé à cheval entre les eaux territoriales de l'Iran et du Qatar dans le golfe Persique. Découvert en 1971 par Shell, il s'agit du plus grand gisement de gaz naturel au monde.

## Description
Le gisement gazier North Dome / South Pars est un unique champ gazier, quoiqu'ayant une appellation double. North Dome — parfois North Field — pour le Qatar, du fait de sa position géographique par rapport au territoire de l'émirat, les Iraniens l'appellent South Pars, pour « Perse du Sud », là encore question de position géographique. 
Cet ensemble géologique appartient à un système pétrolier paléozoïque qui s'étend sur une bonne partie du Moyen-Orient, dont la roche-mère est des argiles marines riches en matière organique du Silurien. La roche réservoir est nommée « Khuff » — tout comme Dukhân, champ pétrolier qatarien onshore. Elle est principalement constituée de dolomies qui se subdivisent en quatre niveaux distincts, aux propriétés légèrement différentes, d'âge permien à triasique. Par endroits, elle peut atteindre 800 m d'épaisseur. Le gaz est piégé dans un immense dôme anticlinal, visible sur une coupe géologique à l'échelle continentale. La surface imprégnée de gaz est d'environ 9 700 km2.
Cette zone imprégnée s'est déplacée au cours des temps géologiques. Située précédemment plus au nord elle a migré vers sa position actuelle lors de la surrection de la chaîne du Zagros. En effet, depuis le Miocène et jusqu'à nos jours, l'avant-fosse située en avant du Zagros affaisse le dôme au nord et provoque la migration du gaz vers le sud.

## Prospection
La compagnie pétrolière Shell prospecte dans les fonds marins du Golfe persique entre 1967 et 1971, à une centaine de kilomètres au sud des côtes iraniennes. 

## Exploitation
Les conditions d'exploitation sont plutôt favorables, avec un plancher océanique situé à environ 65 m de profondeur, et un réservoir imprégné de gaz à 3 km sous la surface.
Selon les chiffres du département américain à l'énergie (EIA), North Dome contient 24,3 Tm3 de gaz ; South Pars contiendrait 8 Tm3 supplémentaires. L'ensemble représente environ 200 gigabarils équivalents pétrole, soit plus du double du plus grand gisement de pétrole connu, Ghawar, situé en Arabie saoudite, soit 20 % des réserves de gaz connues en 2014.
Le caractère gigantesque de la ressource a poussé ses deux propriétaires à créer de coûteuses installations pour son exploitation, le fond marin étant parcouru en tous sens de gazoducs, aboutissant à trois ports en eaux profondes de part et d'autre du Golfe persique.

### Côté qatarien
L'exploitation côté qatarien débute en 1988, avec la première livraison de gaz liquéfié au bout de huit ans, en décembre 1996.
Le gouvernement qatarien a annoncé vouloir modérer l'exploitation du North Dome pour que la production puisse durer un siècle[réf. nécessaire]. Ainsi, depuis 2007, aucun nouveau projet n'a été approuvé, le dernier en date étant Barzan, conjointement mené par ExxonMobil et Qatar Petroleum. En 2009, le moratoire sur le développement du champ a été réaffirmé par les autorités lors de l'International Petroleum Technology Conference de Doha, repoussant au moins à 2014 ou 2015 toute nouvelle phase de développement. Aujourd'hui, seule la moitié nord de la partie qatarienne du champ est exploitée. 
Même ainsi, North Dome est devenu un pilier de l'approvisionnement énergétique mondial, alimentant à la fois le marché local du gaz naturel, les exportations de gaz naturel liquéfié, une vaste industrie pétrochimique et la production de produits raffinés synthétiques à partir du gaz (procédé GTL). En particulier, le Qatar a réussi la prouesse de devenir le premier acteur mondial de l'industrie du gaz naturel liquéfié, avec une capacité d'export atteignant en 2011 environ 77 millions de tonnes par an, le deuxième exportateur de GNL n'atteignant que le tiers de cette capacité.
Associé au gaz naturel produit par le North Dome, le Qatar se positionne progressivement sur le marché mondial de l'hélium. En effet, ce produit est présent en très faibles quantités dans le gaz naturel, mais les volumes en jeu étant énormes, il est rentable d'extraire la faible proportion d'hélium pour le commercialiser. À l'horizon 2013, le Qatar devait mettre en production une nouvelle usine de liquéfaction d'hélium qui devrait augmenter la production mondiale de 25 % et positionner le pays au second rang mondial des producteurs d'hélium.
Le projet de gazoduc Qatar-Turquie vise à acheminer le gaz vers les clients européens.

### Côté iranien
Du fait des sanctions internationales dont il fait l'objet, l'Iran est un peu en retard dans l'exploitation de ce gisement. Les Iraniens ont organisé le développement de leur partie du gisement en phases, dimensionnées chacune autour de 1 milliard de pieds cubes par jour (soit 10 milliards de mètres cubes par an). 
| n°        | Compagnies impliquées         | Plateau production gaz | condensats (x1000 b/j) | Mise en service | Utilisation du gaz   |
| --------- | ----------------------------- | ---------------------- | ---------------------- | --------------- | -------------------- |
| 1         | Petropars                     | 10 km3/an              | 40                     | 2004            |                      |
| 2 + 3     | Total S.A., Petronas, Gazprom | 20 km3/an              | 80                     | 2003            |                      |
| 4 + 5     | ENI, Petronas, NIOC           | 20 km3/an              | 80                     | 2005            |                      |
| 6 + 7 + 8 | Petropars,Equinor             | 37 km3/an              | 158                    | 2008            | Réinjection Aghajari |
| 9 + 10    | GS Group, IOEC (en)           | 20 km3/an              | 80                     | 2008            |                      |
| 11        | Total S.A., CNPC, Petropars   | 20 km3/an              | 80                     | >2022           | Export. GNL          |
| 12        | Petropars                     | 30 km3/an              | 120                    | 2015            | Consommation interne |
| 13        | Khatam-ol-Osea                | 20 km3/an              | 80                     |                 |                      |
| 14        | Khatam-ol-Osea                | 20 km3/an              | 77                     |                 |                      |
| 15+16     |                               |                        |                        |                 |                      |
| 17+18     |                               |                        |                        |                 |                      |
| 19        | Khatam-al Anbiya, SADRA       | 18 km3/an              | 75                     |                 |                      |
| 20+21     |                               |                        |                        |                 |                      |
| 22+23+24  |                               |                        |                        |                 | Export. GNL          |

Sources du tableau :
Le total des phases vise un plateau de production aux alentours de 300 milliards de mètres cubes de gaz annuels, soit près de deux fois la production de gaz du Canada. Pour les condensats, le total atteint 1.2 million de barils/jour. 
Le projet de gazoduc Iran-Iraq-Syrie vise à acheminer le gaz vers les clients européens.